# Ichnocarpus
Ichnocarpus és un gènere amb 20 espècies que pertany a la família de les Apocynaceae. Són natius del sud-est d'Àsia, nord d'Austràlia, illes del Pacífic i la Xina. Comprèn 42 espècies descrites i d'aquestes, només 3 acceptades.

## Descripció
Són plantes enfiladisses o lianes amb làtex. Les fulles oposades. Les inflorescències en cimes terminals o axil·lars. Les flors petites amb la corol·la de color blanc, groc o vermell. Té nombroses llavors.

## Taxonomia
El gènere va ser descrit per Robert Brown i publicat a Memoirs of the Wernerian Natural History Society 1: 61. 1811.

## Espècies acceptades
A continuació s'ofereix un llistat de les espècies del gènere Ichnocarpus acceptades fins a l'octubre de 2013, ordenades alfabèticament. Per a cadascuna s'indica el nom binomial seguit de l'autor, abreujat segons les convencions i usos.
- Ichnocarpus frutescens (L.) W.T.Aiton
- Ichnocarpus fulvus Kerr
- Ichnocarpus uliginosus Kerr